# Aquathlon
L'aquathlon è uno sport multidisciplinare in cui gli atleti sono impegnati in una prova di nuoto e in una prova di corsa in successione. È governato a livello internazionale dalla World Triathlon e differisce dal triathlon in quanto non contempla il ciclismo.

## Caratteristiche
La distanze ufficiali stabilite dalla World Triathlon per i campionati del mondo di aquathlon prevedono una corsa di 2,5 km, una prova di nuoto di 1 km, e un'altra corsa di 2,5 km. Nel caso in cui la temperatura dell'acqua sia inferiore a 22 °C, la gara sarà composta da una prova di nuoto di 1 km, in cui si dovrà obbligatoriamente indossare un'apposita muta, seguita da una singola corsa di 5 km. In generale, a parte le varie categorie di età dei partecipanti, le distanze di una singola competizione tengono conto delle condizioni climatiche locali. Altresì, la prova di nuoto può essere effettuata sia in piscina che in acque libere.
La tabella che segue elenca le distanze sulle quali si gareggia più comunemente:
| Corsa (km)  | Nuoto (km) | Corsa (km)  |
| ----------- | ---------- | ----------- |
| Corta       |            |             |
| 1,6 - 6,3   | 0,4 - 1    | 1,6 - 6,3   |
| Intermedia  |            |             |
| 6,4 - 12,8  | 1,1 - 2    | 6,4 - 12,8  |
| Lunga       |            |             |
| 12,9 - 29,9 | 2,1 - 3,1  | 12,9 - 29,9 |
| Ultra       |            |             |
| >30         | >3,2       | >30         |

## Competizioni
I campionati del mondo di aquathlon si svolgono dal 1998, con cadenza annuale, assegnando due distinti titoli maschile e femminile. A livello continentale l'ETU organizza in modo analogo i campionati europei di aquathlon a partire dal 2011. L'aquathlon fa inoltre parte dei Giochi mondiali sulla spiaggia fin dalla loro istituzione nel 2019.
In Italia la FITri ha istituito nel 2000 i campionati italiani di aquathlon.